# Jarzinho Pieter
 (avril 2020).
Si vous disposez d'ouvrages ou d'articles de référence ou si vous connaissez des sites web de qualité traitant du thème abordé ici, merci de compléter l'article en donnant les références utiles à sa vérifiabilité et en les liant à la section « Notes et références ».
Jarzinho Pieter, né le 11 novembre 1987 à Willemstad et mort le 9 septembre 2019 à Port-au-Prince, est un footballeur international curacien évoluant au poste de gardien de but.

## Biographie

### En sélection
En juin 2019, il est retenu par le sélectionneur Remko Bicentini afin de participer à la Gold Cup organisée aux États-Unis, en Jamaïque et au Costa Rica.